# 烏克蘭臨時被佔領土重返社會部
烏克蘭臨時被佔領土重返社會部 （烏克蘭語：Міністерство з питань реінтеграції тимчасово окупованих територій України）是烏克蘭的一個政府部門，於2016年4月20日正式成立，負責管理2014年頓巴斯戰爭後，受俄羅斯影響的頓涅茨克州、盧甘斯克州和被俄羅斯非法吞併克里米亞地區。 2022年俄羅斯入侵烏克蘭後，該部亦負責管理俄羅斯新佔領的領土，包括赫爾松州和扎波羅熱州。
2019年8月，阿列克謝·貢恰魯克內閣將退伍軍人事務部併入此部。2020年3月，傑尼斯·什米加爾內閣重新分拆兩個部門。

## 歷史
瓦季姆·切爾尼什於2016年4月14日被任命為臨時被佔領土和境內流離失所問題首席部長。2016年4月20日，通過合併頓巴斯主權恢復機構(原地區發展部的一部分)和遭俄羅斯吞併的克里米亞和塞瓦斯托波爾國家管理局原由烏克蘭內閣直接管理）而成立。
外交部試圖為烏克蘭重新控制克里米亞和頓巴斯地區尋找解決方案和重新融合戰略。2014年3月，克里米亞被俄羅斯單方面吞併，烏克蘭失去對克里米亞的控制。2014年4月初，烏克蘭東部頓巴斯地區，親俄羅斯的抗議活動升級為武裝分離主義叛亂，蒙面槍手控制多座政府大樓和城鎮，並宣布獨立，成立頓涅茨克人民共和國和盧甘斯克人民共和國。 
烏克蘭軍隊與兩個分離部隊之間的衝突升級為武裝衝突，稱為頓巴斯戰爭。 根據烏克蘭政府的登記，頓巴斯戰爭導致160萬人流離失所。聯合國人權事務高級專員辦事處2016年3月的報告則表示，有80萬至100萬頓巴斯居民生活在烏克蘭政府控制的烏克蘭境內。
2019年8月阿列克謝·貢恰魯克內閣將退伍軍人事務部併入此部，並降格為分支機構。2020年1月23日，時任部長奧克薩納·科利亞達表示，該部可能會再次分拆為退伍軍人事務部和臨時被佔領土和國內流離失所者部，並更名為「臨時被佔領土重返社會部」。實際上，到2020年3月4日，傑尼斯·什米加爾內閣才重新分拆兩個部門。

## 部長名單

#### 頓巴斯主權恢復機構
| 名字              | 任期          | 任期           |
| 名字              | 开始          | 完             |
| ----------------- | ------------- | -------------- |
| 安德烈·尼古拉延科 | 2014年9月22日 | 2014年10月14日 |
| 瓦迪姆·切尔尼什   | 2015年6月26日 | 2016年4月20日  |

#### 克里米亞自治共和國和塞瓦斯托波爾問題特使
| 名字                   | 任期          | 任期          |
| 名字                   | 开始          | 完            |
| ---------------------- | ------------- | ------------- |
| 阿斯蘭·奧米爾·基里姆里 | 2015年5月14日 | 2015年8月19日 |
| 纳里曼·乌斯塔耶夫      | 2015年8月20日 | 2016年4月20日 |

### 臨時被佔領土部部長
| 部门名称                                     | 名字                | 任期          | 任期          | 照片 |
| 部门名称                                     | 名字                | 开始          | 完            | 照片 |
| -------------------------------------------- | ------------------- | ------------- | ------------- | ---- |
| 临时被占领土和国内流离失所者部               | 瓦迪姆・切尔尼什    | 2016年4月20日 | 2019年8月29日 |      |
| 临时被占领土、国内流离失所者和退伍军人事務部 | 奧克薩納·科利亞達   | 2019年8月29日 | 2020年3月4日  |      |
| 临时被占领土重返社会部                       | 阿列克謝·列茲尼科夫 | 2020年3月4日  | 2021年11月3日 |      |
| 临时被占领土重返社会部                       | 伊琳娜·韦列修克     | 2021年11月4日 | 现在          |      |